# 姜至鵬
姜 至鵬（きょう しほう、Jiang Zhipeng、1989年3月6日 - ）は、中華人民共和国のサッカー選手。中国代表。山東省青島市出身。武漢三鎮足球倶楽部のディフェンダー（左サイドバック）、ミッドフィールダー。
2019年12月10日におこなわれた、E-1サッカー選手権の日本対中国戦で、橋岡大樹が右サイドでロングボールを受けようとした際、後方から姜がジャンプしながら大きく振り上げた左足が、橋岡の頭に当たった。姜は反則していないとアピールし、審判は姜にイエローカードを与えた。姜は試合後、「私が先にボールに触り、それから彼の頭が私の足に当たった。私が彼の頭を直接蹴った訳じゃない」と釈明した が、「姜至鵬の飛び蹴りが相手選手の頭部に。審判は手加減をし、出したのはイエローカードだった」（新浪体育）など、中国の複数メディアが審判の判定を批判し、試合の実況担当者も、姜はレッドカード（退場）でもおかしくないとのコメントを出した。
その後、2020年5月に姜が動画上で橋岡に謝罪し、橋岡も謝罪を受け入れたことが報じられた。

## 個人成績
2015年10月31日現在
| 年度   | クラブ            | リーグ | リーグ戦 | リーグ戦 | 中国FA杯 | 中国FA杯 | 中超杯 | 中超杯 | ACL  | ACL  | 期間通算 | 期間通算 |
| 年度   | クラブ            | リーグ | 出場     | 得点     | 出場     | 得点     | 出場   | 得点   | 出場 | 得点 | 出場     | 得点     |
| ------ | ----------------- | ------ | -------- | -------- | -------- | -------- | ------ | ------ | ---- | ---- | -------- | -------- |
| 2006   | 上海東亜          | 中乙   | ?        | ?        | -        | -        | -      | -      | -    | -    | ?        | ?        |
| 2007   | 上海東亜          | 中乙   | ?        | ?        | -        | -        | -      | -      | -    | -    | ?        | ?        |
| 2008   | 上海東亜          | 中甲   | 13       | 1        | -        | -        | -      | -      | -    | -    | 13       | 1        |
| 2009   | 上海東亜          | 中甲   | 21       | 5        | -        | -        | -      | -      | -    | -    | 21       | 5        |
| 2010   | 上海東亜          | 中甲   | 19       | 0        | -        | -        | -      | -      | -    | -    | 19       | 0        |
| 2011   | 南昌衡源 上海申鑫 | 中超   | 28       | 1        | 2        | 1        | -      | -      | -    | -    | 30       | 2        |
| 2012   | 南昌衡源 上海申鑫 | 中超   | 28       | 0        | 0        | 0        | -      | -      | -    | -    | 28       | 0        |
| 2013   | 南昌衡源 上海申鑫 | 中超   | 29       | 0        | 1        | 0        | -      | -      | -    | -    | 30       | 0        |
| 2014   | 広州富力          | 中超   | 28       | 1        | 2        | 0        | -      | -      | -    | -    | 30       | 1        |
| 2015   | 広州富力          | 中超   | 25       | 1        | 1        | 0        | -      | -      | 7    | 1    | 33       | 2        |
| 総通算 | 総通算            | 総通算 | 191      | 9        | 6        | 1        | 0      | 0      | 7    | 1    | 204      | 11       |

## 表彰

### クラブ
上海東亜
- 中国サッカー・乙級リーグ 優勝: 2007年
- 第11回全国運動会 優勝: 2009年

1. 1 2  “東アジアサッカー選手権、中国代表選手が日本戦で危険なプレー「彼の頭が私の足にぶつけてきた」”. 大紀元 (2019年12月13日). 2020年5月27日閲覧。
2. 1 2  “＜サッカー＞“飛び蹴り”中国選手から謝罪、橋岡の対応を中国ファン称賛「器が大きい」「プロとしての素養」”. Record China (2020年5月18日). 2020年5月27日閲覧。
3. ↑  https://sports.ettoday.net/news/1599426
4. ↑  “＜サッカー＞中国選手が日本選手の後頭部に飛び蹴り、中国で批判殺到＝「これで退場じゃないの？」”. Record China (2019年12月10日). 2020年5月27日閲覧。
5. ↑  “浦和・橋岡の後頭部付近に足裏、ラフプレーの中国選手が謝罪…サッカー日中戦”. 読売新聞オンライン (2020年5月15日). 2020年5月27日閲覧。[リンク切れ]